# Údolí Jizery a Kamenice
Údolí Jizery a Kamenice este o arie protejată (arie specială de conservare — SAC, sit de importanță comunitară — SCI) din Republica Cehă întinsă pe o suprafață de 431,47 ha, integral pe uscat.

## Localizare
Centrul sitului Údolí Jizery a Kamenice este situat la coordonatele 50°38′08″N 15°18′05″E / 50.635556°N 15.301389°E.

## Înființare
Situl Údolí Jizery a Kamenice a fost declarat sit de importanță comunitară în noiembrie 2009 pentru a proteja 1 specie de animale. Situl a fost protejat și ca arie specială de conservare în mai 2016.

## Biodiversitate
Situată în ecoregiunea continentală, aria protejată conține 8 habitate naturale: Râuri de munte și vegetația erbacee de pe malurile acestora, Liziere de ierburi înalte hidrofile de câmpie și de nivel montan până la alpin, Pajiști uscate europene, Cursuri de apă de la nivel de câmpie la nivel montan, cu vegetație Ranunculion fluitantis și Callitricho-Batrachion, Pante stâncoase silicioase cu vegetație casmofită, Păduri de fag Asperulo-Fagetum, Păduri de fag Luzulo-Fagetum, Păduri pe pante, grohotișuri și ravene de Tilio-Acerion.
La baza desemnării sitului se află o specie protejată de  pești: zglăvoacă (Cottus gobio).